# Industrigatan, Malmö

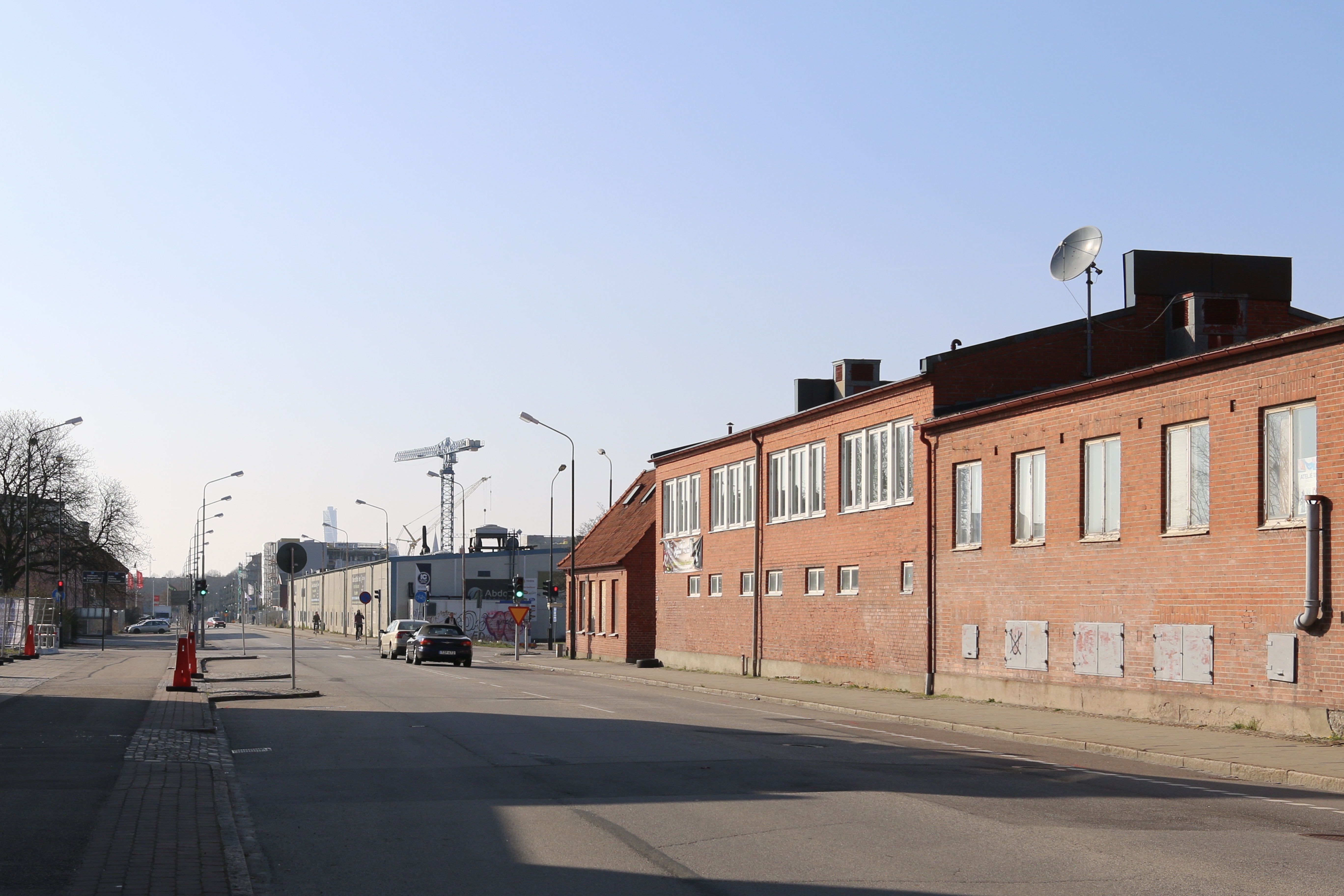
Industrigatan vid Östra Farmvägen.

Industrigatan är en längre gata inom stadsområdena Norr och Öster i Malmö. Gatan sträcker sig från Föreningsgatan och Olof Hågensens allé. Den korsar bland annat Nobelvägen, (under en järnvägsviadukt) Kontinentalbanan och Danska vägen.
Gatans västligaste del, mellan Föreningsgatan och Zenithgatan, finns på stadsingenjör Jöns Åbergs karta från 1882 under namnet Grafgatan, ett namn som fastställdes 1889. Detta namn åsyftade gatans läge vid de intilliggande begravningsplatserna. Gatan förlängdes 1904 och erhöll då namnet Industrivägen, men redan kort därefter förefaller namnet ha ändrats till det nuvarande. Som namnet antyder har industriell verksamhet varit förlagd dit, bland annat har Malmö stads spårvägar, sedermera Malmö Lokaltrafik, och Malmö stads gasverk haft verksamhet där. Öster om Nobelvägen hade bland annat verkstadsföretaget Addo och Malmö Oljeslageri och Happachs Såpfabriks AB (Mohab) sin verksamhet. Den rivningstomt där det sistnämnda företaget hade sina anläggningar fick stor uppmärksamhet 2015, då ett betydande antal EU-migranter, som slagit läger där, tvångsavvisades. Vid Industrigatans östra ände finns bostadsområdet Håkanstorp och Östra kyrkogården. Gatan är i hög grad även förknippad med gatuprostitution.